# Mbara (langue)
Pour les articles homonymes, voir Mbara.
Le mbara (ou guelengdeng) est une langue tchadique parlée au Tchad par la population mbara.